# Leopoldo Zurlo
(Leopoldo Zurlo)
Leopoldo Zurlo (Campobasso, 3 dicembre 1875 – Roma, 17 novembre 1959) è stato un politico italiano.
Fu a capo dell'Ufficio della censura fascista dal 1931 sino al 31 dicembre 1943

## Biografia
Leopoldo Zurlo appartenne a una famiglia agiata dedita anche ad attività politiche: il nonno materno Leopoldo Cannavina era stato deputato nel Parlamento del Regno d'Italia  dal 1861 al 1863, lo zio Vittorio Cannavina aveva ricoperto la carica di sottosegretario in un governo Giolitti.
Gli studi del giovane Zurlo si svolsero a Napoli negli ambienti culturali crociani. In questa città divenne amico di Carmine Senise futuro capo della polizia fascista: un rapporto questo anche di natura omosessuale secondo voci diffuse all'epoca, che si basavano sulla sua convivenza con Senise, sul suo ostinato celibato che non gli fu mai perdonato dal Duce che per questo motivo lo escluse dalla nomina a prefetto. A 25 anni divenne funzionario nel Ministero dell'Interno, dove a 37 anni fu segretario particolare nel governo Giolitti, a 46 anni partecipò al governo Facta sino a quando, a 56 anni ricoprì la funzione di responsabile dell'Ufficio censura teatrale dove si distinse per tredici anni senza interruzioni attraversando tutta l'era fascista sino al 1943 quando si rifiutò di entrare a far parte della Repubblica di Salò. Dopo la fine della guerra e la caduta del fascismo Zurlo non fu sottoposto ad epurazione come ex-funzionario fascista e condusse appartato il resto della sua vita.

## La censura "benevola"
(Vitaliano Brancati, Ritorno alla censura)
Nel lungo arco di tempo dell'attività di Zurlo numerosi e noti personaggi dello spettacolo dai fratelli De Filippo a Totò, da Fellini a Vittorio De Sica, da Anton Giulio Bragaglia a Sem Benelli, da Tina Pica a Massimo Bontempelli, gli esordienti Italo Calvino e Michelangelo Antonioni, oltre che Indro Montanelli autore di commedie, ebbero a che fare con questo burocrate, ossequente alle disposizioni del regime ma nello stesso tempo convinto di una sua missione pedagogica che si esprimeva nelle note che accompagnavano i brani censurati non tanto perché offensivi della morale cattolica o del regime fascista ma perché egli vi constatava la violazione delle regole estetiche e poetiche di cui si considera maestro e insieme profeta di una nuova drammaturgia.
Un funzionario dedito con orgoglio al suo impiego che assolveva con senso del dovere e sacrificio personale e che dichiarava di esaminare all'incirca 1500 testi all'anno riguardanti la produzione teatrale e radiofonica italiana, commedie, riviste, drammi, tragedie, libretti d'opera e d'operetta, canzoni, sketch pubblicitari, siparietti e scenette per l'avanspettacolo.
Con la disposizione d'animo del buon padre di famiglia Zurlo non si limitava a tagliare e sforbiciare copioni ma voleva anche convincere gli autori di doverlo fare nel loro stesso interesse incoraggiandoli, quasi come loro amico, a seguire una strada diversa, nascondendo il vero proposito che era quello di «lasciare all'autore l'impressione della libertà permettendogli di dire quanto non guasta o non peggiora l'animo dello spettatore. Divieti troppo brutali e generali si risolverebbero in mormorazioni contro il Governo.»
Che Zurlo fosse veramente interessato, in nome del suo amore per il teatro, a consigliare più che a reprimere gli venne riconosciuto da alcuni autori che, per piaggeria o per convinzione, gli indirizzarono attestazioni di stima. Altri come Anton Giulio Bragaglia scelsero Zurlo come loro tutore rivolgendosi a lui prima ancora di mettere in scena i loro lavori.